# Linia kolejowa Mannheim – Basel
Rheintalbahn (z niemieckiego Linia kolejowa Doliny Renu) – niemiecka linia kolejowa z Mannheim i Heidelbergu przez Graben-Neudorf, Karlsruhe, Rastatt, Baden-Baden, Bühl, Achern, Offenburg, Lahr/Schwarzwald, Emmendingen, Fryburg Bryzgowijski, Bad Krozingen, Müllheim im Markgräflerland i Weil am Rhein do Bazylei. Jest to część kolei Badische Hauptbahn.

## Historia
| Data             | Początek odcinka | Koniec odcinka   |
| ---------------- | ---------------- | ---------------- |
| 12 września 1840 | Mannheim Hbf     | Heidelberg Hbf   |
| 10 kwietnia 1843 | Heidelberg Hbf   | Karlsruhe Hbf    |
| 1 maja 1844      | Karlsruhe Hbf    | Rastatt          |
| 6 maja 1844      | Rastatt          | Baden-Oos        |
| 1 czerwca 1844   | Baden-Oos        | Offenburg        |
| 1 sierpnia 1845  | Offenburg        | Freiburg Hbf     |
| 1 czerwca 1847   | Freiburg Hbf     | Müllheim (Baden) |
| 15 czerwca 1847  | Müllheim         | Schliengen       |
| 8 listopada 1848 | Schliengen       | Efringen         |
| 22 stycznia 1851 | Efringen         | Haltingen        |
| 1855             | Haltingen        | Bazylea          |